# Chaudebonne
Chaudebonne est une commune française située dans le département de la Drôme en région Auvergne-Rhône-Alpes.

## Géographie

### Localisation
Chaudebonne est situé à 23 km au nord de Nyons et à 32 km à l'est de Dieulefit.

### Relief et géologie
Le relief est assez accidenté avec une altitude variant de 550 mètres au bord aval du Bentrix, à 1 606 mètres, affluent de l'Eygues, au sommet du Merlu.
Sites particuliers :
- Col de Bon Sang
- Col de Chaudebonne
- Col de Gouy
- Col de Pierre Blanche
- Col Étoile
- Col la Motte
- Col la Sausse
- Col Renard
- Combe de Beauvoisin
- Combe de Miélandre
- Combe du Bruyen
- Grande Brèche
- le Merlu (1606 m)
- Montagne d'Angèle
- Montagne de Col Plat
- Moure Froid
- Petite Brèche
- Rocher de Favourde
- Rocher de la Bataille
- Rocher de l'Aigle
- Rocher de l'Esqueyron
- Rocher des Bornes
- Rocher des Veillées
- Rocher d'Urelle
- Rochers de la Damiane
- Serre de Créma
- Serre des Rancs
- Serre Goumieux
- Serre la Croix
- Serre la Tête
- Serre Long

### Hydrographie
La commune est arrosée par les cours d'eau suivants :
- Béal de Pluma, affluent du ruisseau de la Taravelle ;
- le Bentrix ;
- Ravin du Chandelier, affluent du ruisseau des Aurettes ;
- Ruisseau de la Taravelle ;
- Ruisseau des Aurettes (devient le Ruisseau de Trente Pas en passant sur la commune de Saint-Ferréol-Trente-Pas) ;
- Torrent d'Arnayon ; il prend sa source sur la commune puis passe sur celle d'Arnayon.

### Climat
Pour des articles plus généraux, voir Climat d'Auvergne-Rhône-Alpes et Climat de la Drôme.
En 2010, le climat de la commune est de type climat méditerranéen altéré, selon une étude du CNRS s'appuyant sur une série de données couvrant la période 1971-2000. En 2020, Météo-France publie une typologie des climats de la France métropolitaine dans laquelle la commune est exposée à un climat de montagne ou de marges de montagne et est dans la région climatique  Alpes du sud, caractérisée par une pluviométrie annuelle de 850 à 1 000 mm, minimale en été. 
Pour la période 1971-2000, la température annuelle moyenne est de 10,8 °C, avec une amplitude thermique annuelle de 17 °C. Le cumul annuel moyen de précipitations est de 1 103 mm, avec 7,9 jours de précipitations en janvier et 4,4 jours en juillet. Pour la période 1991-2020, la température moyenne annuelle observée sur la station météorologique de Météo-France la plus proche, sur la commune de Saint-Nazaire-le-Désert à 11 km à vol d'oiseau, est de 10,5 °C et le cumul annuel moyen de précipitations est de 1 011,8 mm,. Pour l'avenir, les paramètres climatiques de la commune estimés pour 2050 selon différents scénarios d'émission de gaz à effet de serre sont consultables sur un site dédié publié par Météo-France en novembre 2022.

### Voies de communication et transports

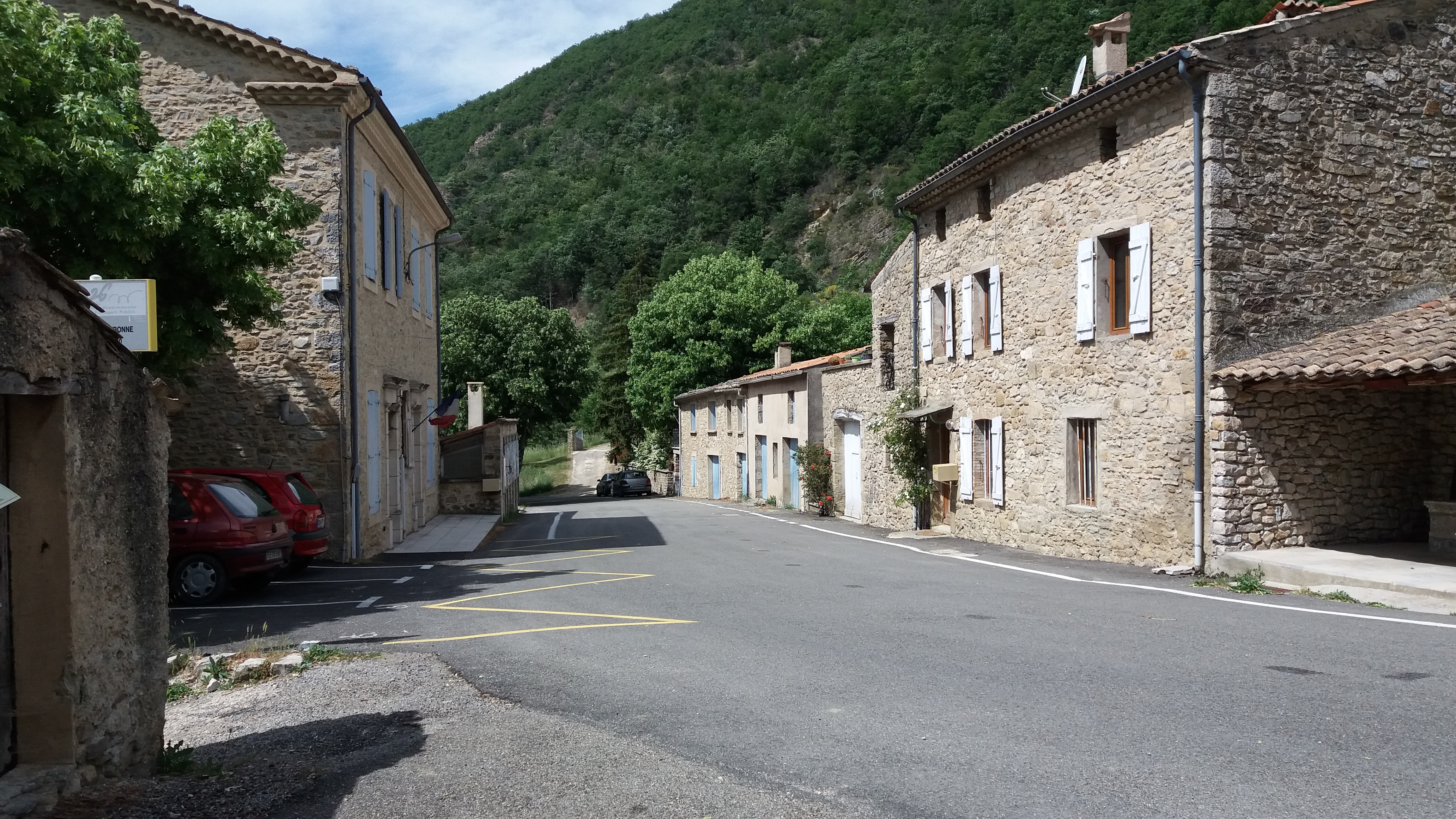
Rue principale.

Le hameau des Nauds est accessible par la route départementale RD 70, passant par la vallée du Ruisseau des Trente-Pas, ainsi que par le col [de] « La Sausse » (791 m). Les hameaux de Brézil et des Chaudrons sont accessibles par la RD 186.

## Urbanisme

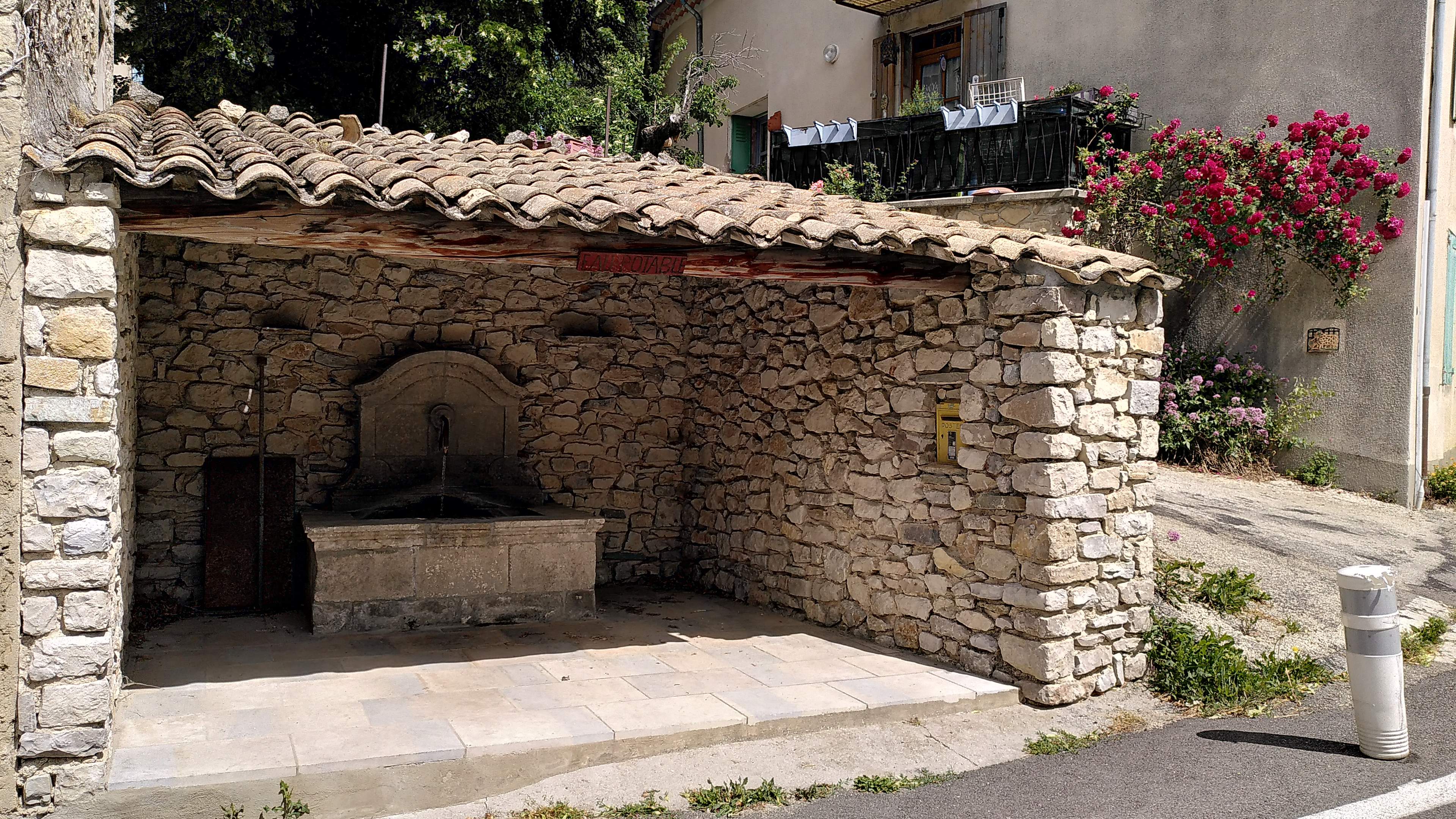
Lavoir à Chaudebonne.

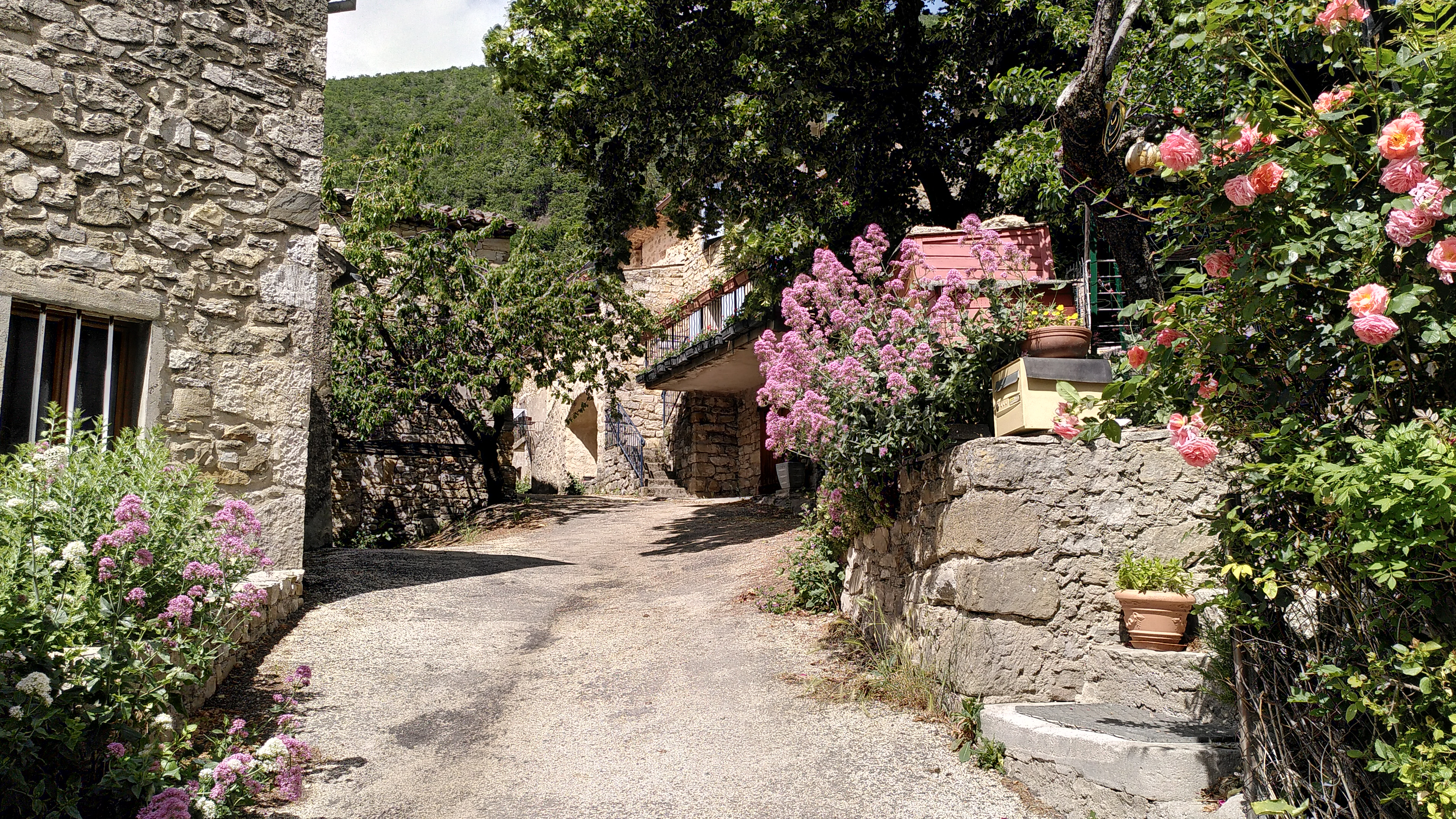
Petite ruelle à Chaudebonne.

### Typologie
Au 1er janvier 2024, Chaudebonne est catégorisée commune rurale à habitat très dispersé, selon la nouvelle grille communale de densité à 7 niveaux définie par l'Insee en 2022.
Elle est située hors unité urbaine et hors attraction des villes,.

### Occupation des sols
L'occupation des sols de la commune, telle qu'elle ressort de la base de données européenne d’occupation biophysique des sols Corine Land Cover (CLC), est marquée par l'importance des forêts et milieux semi-naturels (89 % en 2018), en diminution par rapport à 1990 (91,2 %). La répartition détaillée en 2018 est la suivante : 
milieux à végétation arbustive et/ou herbacée (48,8 %), forêts (37,1 %), zones agricoles hétérogènes (10,1 %), espaces ouverts, sans ou avec peu de végétation (3,1 %), prairies (0,9 %). L'évolution de l’occupation des sols de la commune et de ses infrastructures peut être observée sur les différentes représentations cartographiques du territoire : la carte de Cassini (XVIIIe siècle), la carte d'état-major (1820-1866) et les cartes ou photos aériennes de l'IGN pour la période actuelle (1950 à aujourd'hui).

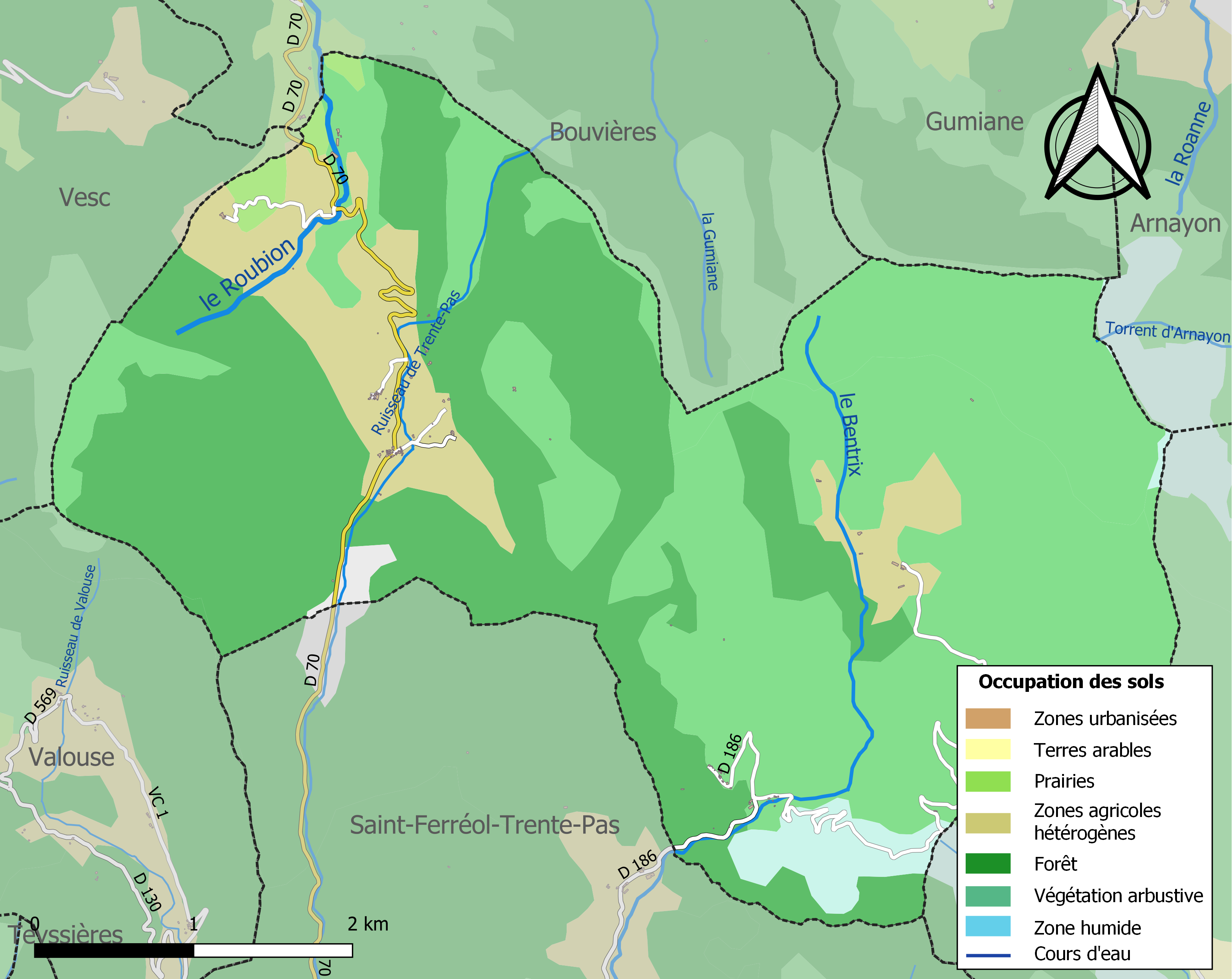
Carte des infrastructures et de l'occupation des sols de la commune en 2018 (CLC).

### Morphologie urbaine
La commune est composée de plusieurs hameaux.

#### Quartiers, hameaux et lieux-dits
Site Géoportail (carte IGN) :
- Beauvoisin
- Bois de Viare Vincent
- Borne
- Bouchet
- Brézil
- Charbonnière
- Chastelane
- Chaudebonne (ancien village)
- Chaudebonnette
- Fine
- la Combe Piole
- la Grange
- la Jassine
- la Lauze
- le Bosquet
- le Devès
- le Grand Bois
- le Pertus
- les Bartouines
- les Chaudrons
- le Serre du Pontillard
- les Nauds (mairie)
- l'Estellon
- le Vieux Moulin
- l'Herme
- l'Ubac
- Pierre Blanche
- Piolet

## Toponymie

### Attestations
Dictionnaire topographique du département de la Drôme :
- 1183 : mention de la paroisse : ecclesia Casabona (Masures de l'Isle Barbe, 117)
- 1272 : Chaudabona (archives de la Drôme, fonds de l'Île-Barbe).
- XIVe siècle : mention de la paroisse : capella de Chaudobono (pouillé de Die).
- 1449 : mention de la paroisse : ecclesia de Calidabona (pouillé hist.).
- 1509 : mention de l'église paroissiale Sainte-Agathe : ecclesia parrochiali sancte Agathe Calde Bone(visites épiscopales).
- 1516 : mention de la paroisse : cura de Callida Bona (rôle de décimes).
- 1576 : mention de la paroisse : la cure de Choude Bone (rôle de décimes).
- 1891 : Chaudebonne, commune du canton de la Motte-Chalancon.

### Étymologie
Le -bonne de Chaudebonne est peut-être une déformation du mot pré-indo-européen borne/bourne qui désigne une cavité dans le rocher d'où sort une source.  
- cf. les Rochers des Bornes et le lieu-dit Borne dans la même commune.
- cf. Bourne Garis, lieu-dit de la commune voisine de Gigors-et-Lozeron.
- cf. la Bourne, rivière encaissée du nord du Vercors.

## Histoire
Pour un article plus général, voir Histoire de la Drôme.

### Du Moyen Âge à la Révolution
La seigneurie :
- Au point de vue féodal, la terre (ou seigneurie) était du fief des évêques de Die.
- Possession des Artaud.
- 1381 : la terre passe aux Arces.
- Début XVIe siècle : elle passe aux Lhère de Glandage
- 1595 : passe aux (du) Pilhon.
- Fin XVIIe siècle : vendue aux Morges.
- Recouvrée par les Pilhon.
- 1743 : léguée aux Emé de Marcieu.
- 1772 : vendue aux Fourville, derniers seigneurs.

Avant 1790, Chaudebonne était une communauté de l'élection de Montélimar, subdélégation de Crest et du bailliage de Die.

Elle formait une paroisse du diocèse de Die dont l'église, dédiée à sainte Agathe, dépendait anciennement de l'abbaye de l'Île-Barbe. Les dîmes appartenaient au curé du lieu par abandon du prieur de Sahune. La paroisse de l'Estellon (voir ce nom) lui fut unie au XVIe siècle.

#### Angèle
Angèle est un mont (1608 m) attesté en 1891. Il avait été dénommé Engel, Engèle sur les plans cadastraux. Ce massif montagneux s'étend sur les communes de Chaudebonne, Arnayon, Bouvière et Gumiane.

C'est aussi le nom d'un ancien fief, possédé en 1540 par les Lhère et passé vers 1595 aux Pilhon (qui en étaient encore propriétaires au XVIIIe siècle).

#### L'Estellon
Dictionnaire topographique du département de la Drôme :
- XIVe siècle : mention de la commanderie de l'ordre de Saint-Jean de Jérusalem : preceptoria de Stalone (pouillé de Die).
- 1415 : mention de la commanderie : preceptor de Stallone (pouillé de Die).
- 1540 : L'Estellon (inventaire de la chambre des comptes).
- 1727 : Lestalon (visites épiscopales).
- XVIIIe siècle : Les Estiéroux (Carte de Cassini).
- 1891 : L'Estelon, hameau de la commune de Chaudebonne.

(avant 2020)[réf. nécessaire] : l'Estellon.
L'Estellon était une paroisse du diocèse de Die, dont l'église, sous le vocable Saints-Pierre-et-Paul, était celle d'une commanderie de l'ordre de Saint-Jean de Jérusalem (qui fut unie à celle du Poët-Laval dès la fin du XVe siècle. Les dimes de la paroisse appartenaient au commandeur. La paroisse fut unie à celle de Chaudebonne au commencement du XVIIe siècle.

### De la Révolution à nos jours
En 1790, la commune de Chaudebonne est comprise dans le canton de Saint-Nazaire-le-Désert. La réorganisation de l'an VIII (1799-1800) la fait entrer dans celui de la Motte-Chalancon.

## Politique et administration

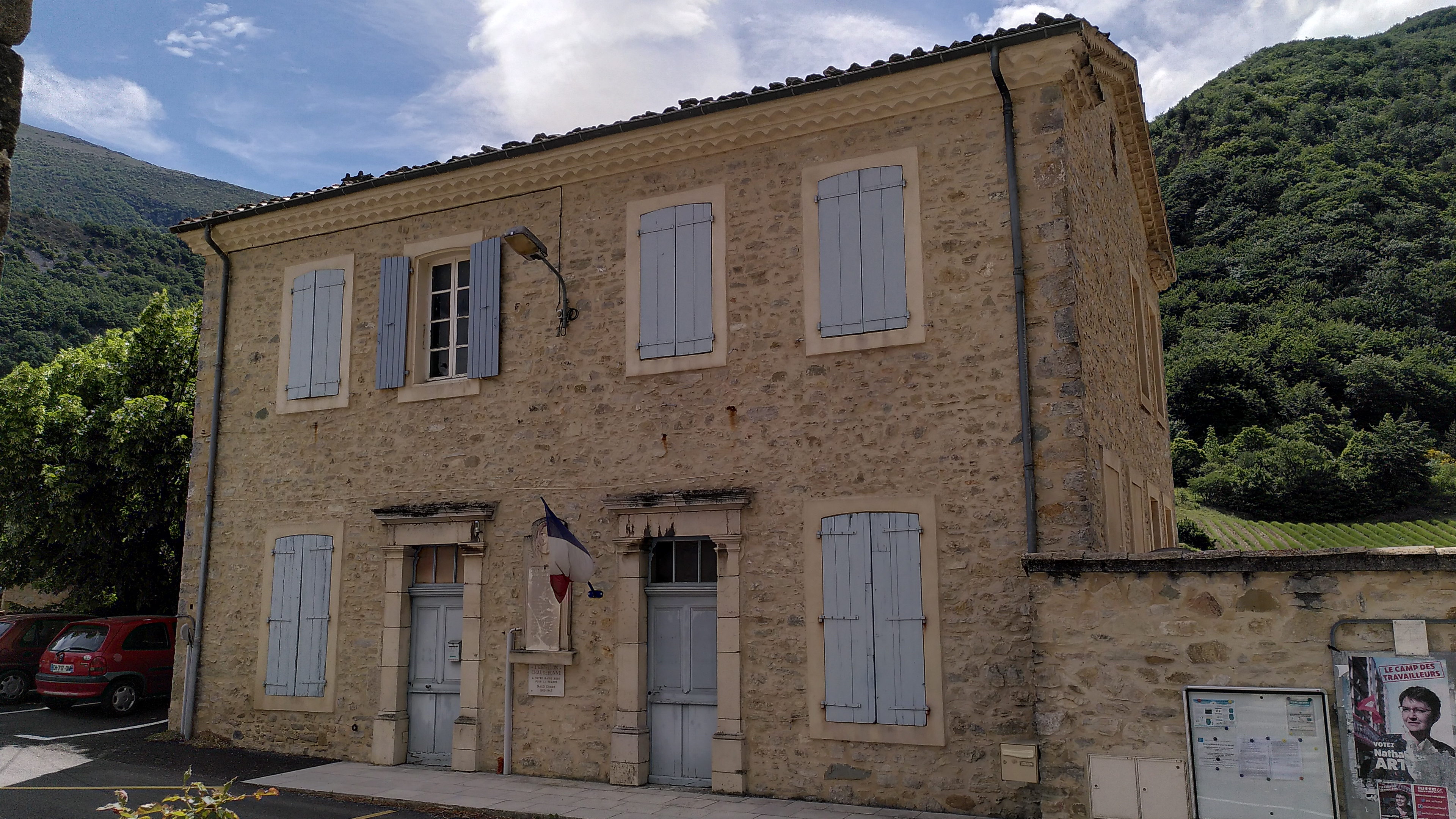
Mairie de Chaudebonne.

### Liste des maires
| Période                                                                      | Période                    | Identité                               | Étiquette | Qualité       |
| ---------------------------------------------------------------------------- | -------------------------- | -------------------------------------- | --------- | ------------- |
| Les données manquantes sont à compléter. : de la Révolution au Second Empire |                            |                                        |           |               |
| 1790                                                                         | 1871                       | ?                                      |           |               |
| Les données manquantes sont à compléter. : depuis la fin du Second Empire    |                            |                                        |           |               |
| 1871                                                                         | 1874                       | ?                                      |           |               |
| 1874                                                                         | 1878                       | ?                                      |           |               |
| 1878                                                                         | 1884                       | ?                                      |           |               |
| 1884                                                                         | 1888                       | ?                                      |           |               |
| 1888                                                                         | 1892                       | ?                                      |           |               |
| 1892                                                                         | 1896                       | ?                                      |           |               |
| 1896                                                                         | 1900                       | ?                                      |           |               |
| 1900                                                                         | 1904                       | ?                                      |           |               |
| 1904                                                                         | 1908                       | ?                                      |           |               |
| 1908                                                                         | 1912                       | ?                                      |           |               |
| 1912                                                                         | 1919                       | ?                                      |           |               |
| 1919                                                                         | 1925                       | ?                                      |           |               |
| 1925                                                                         | 1929                       | ?                                      |           |               |
| 1929                                                                         | 1935                       | ?                                      |           |               |
| 1935                                                                         | 1945                       | ?                                      |           |               |
| 1945                                                                         | 1947                       | ?                                      |           |               |
| 1947                                                                         | 1953                       | ?                                      |           |               |
| 1953                                                                         | 1959                       | ?                                      |           |               |
| 1959                                                                         | 1965                       | ?                                      |           |               |
| 1965                                                                         | 1971                       | ?                                      |           |               |
| 1971                                                                         | 1977                       | ?                                      |           |               |
| 1977                                                                         | 1983                       | ?                                      |           |               |
| 1983                                                                         | 1989                       | ?                                      |           |               |
| 1989                                                                         | 1995                       | ?                                      |           |               |
| 1995                                                                         | 2001                       | ?                                      |           |               |
| 2001                                                                         | 2008                       | Jean-Michel Laget                      | DVG       | architecte    |
| 2008                                                                         | 2014                       | Jean-Michel Laget                      |           | maire sortant |
| 2014                                                                         | 2020                       | Jean-Michel Laget                      |           | maire sortant |
| 2020                                                                         | En cours (au 2 avril 2021) | Jean-Michel Laget[source insuffisante] |           | maire sortant |

## Population et société

### Démographie
L'évolution du nombre d'habitants est connue à travers les recensements de la population effectués dans la commune depuis 1793. Pour les communes de moins de 10 000 habitants, une enquête de recensement portant sur toute la population est réalisée tous les cinq ans, les populations de référence des années intermédiaires étant quant à elles estimées par interpolation ou extrapolation. Pour la commune, le premier recensement exhaustif entrant dans le cadre du nouveau dispositif a été réalisé en 2004.

En 2022, la commune comptait 60 habitants, en évolution de +13,21 % par rapport à 2016 (Drôme : +2,64 %, France hors Mayotte : +2,11 %).
| 1793 | 1800 | 1806 | 1821 | 1831 | 1836 | 1841 | 1846 | 1851 |
| ---- | ---- | ---- | ---- | ---- | ---- | ---- | ---- | ---- |
| 309  | 318  | 420  | 458  | 452  | 428  | 458  | 429  | 345  |

| 1856 | 1861 | 1866 | 1872 | 1876 | 1881 | 1886 | 1891 | 1896 |
| ---- | ---- | ---- | ---- | ---- | ---- | ---- | ---- | ---- |
| 294  | 360  | 355  | 319  | 291  | 299  | 282  | 271  | 250  |

| 1901 | 1906 | 1911 | 1921 | 1926 | 1931 | 1936 | 1946 | 1954 |
| ---- | ---- | ---- | ---- | ---- | ---- | ---- | ---- | ---- |
| 256  | 247  | 230  | 157  | 153  | 126  | 109  | 101  | 64   |

| 1962 | 1968 | 1975 | 1982 | 1990 | 1999 | 2004 | 2006 | 2009 |
| ---- | ---- | ---- | ---- | ---- | ---- | ---- | ---- | ---- |
| 52   | 45   | 35   | 47   | 48   | 54   | 65   | 63   | 59   |

| 2014 | 2019 | 2022 | - | - | - | - | - | - |
| ---- | ---- | ---- | - | - | - | - | - | - |
| 54   | 61   | 60   | - | - | - | - | - | - |

### Enseignement
La commune dépend de l'académie de Grenoble. Elle n'a aucune école. Cependant, la commune est rattachée à un RPI (regroupement pédagogique intercommunal) avec les communes voisines de Valouse, Eyroles, Saint-Ferréol-Trente-Pas (où se trouve l'école primaire) et Condorcet (où se trouve l'école maternelle)[réf. nécessaire].

### Manifestations culturelles et festivités
- Fête : le dimanche suivant la mi-Carême[22].

### Loisirs
- Randonnées[22].
- Pêche et chasse[22].

### Médias
Le territoire de la commune se situe dans l'aire de diffusion de plusieurs médias :
- Presse écrite
  - Le Dauphiné libéré, quotidien régional qui consacre, chaque jour, y compris le dimanche, un ou plusieurs articles à l'actualité du canton et de la commune, ainsi que des informations sur les éventuelles manifestations locales, les travaux routiers, et autres événements divers à caractère local.
  - L'Agriculture Drômoise, journal d'informations agricoles et rurales, couvre l'ensemble du département de la Drôme.
  - Drôme Hebdo (ancien Peuple Libre), hebdomadaire chrétien d'informations.
- Presse audio-visuelle
  - France Bleu est une radio publique diffusée sur son territoire.

### Cultes

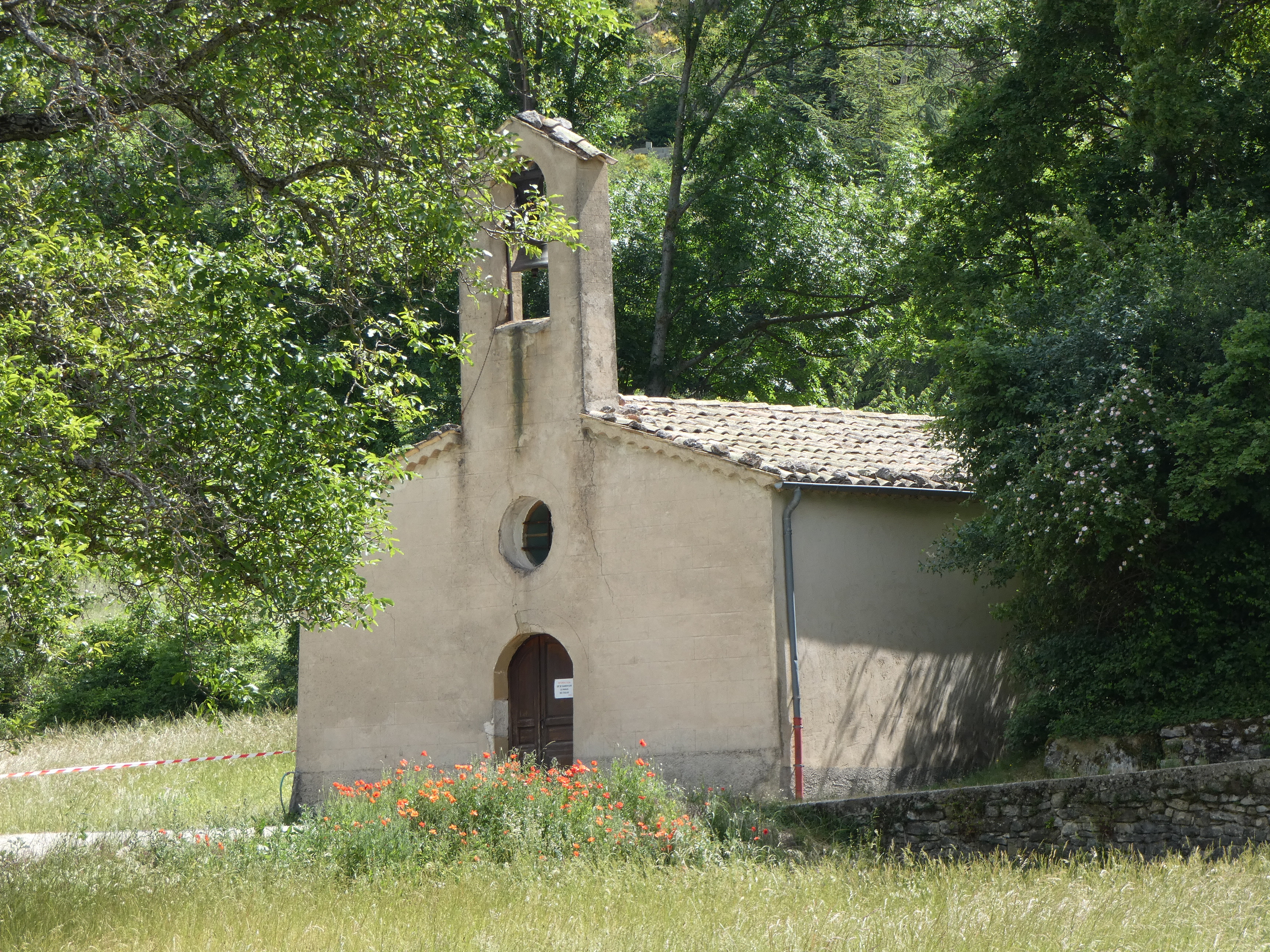
Chapelle.

La paroisse catholique de Chaudebonne dépend du diocèse de Valence, doyenné de Sahune.

## Économie

### Agriculture
En 1992 : bois, lavande, pâturages (ovins, caprins).

### Tourisme
- Site du bourg à la sortie des gorges de Trente-Pas[22].
- Panorama de la montagne d'Angèle (1606 m)[22].
- Paysage sauvage et tourmenté[22].

## Culture locale et patrimoine

### Lieux et monuments
- Château ruiné[22].

Restes du château et de l'enceinte du village médiéval (destruction après les guerres de Religion)[réf. nécessaire].
- Église Sainte-Agathe de Chaudebonne
- Église Saint-Pierre-et-Saint-Paul de l'Estellon, rurale de style roman[22].

Église classée (XIIe siècle)[réf. nécessaire].
- L'Estellon, emplacement d'une commanderie d'hospitaliers (voir ce nom).
- Motte castrale dominant deux cols : le col la Motte et le col la Sausse[réf. nécessaire].

### Héraldique, logotype et devise
|  | Chaudebonne possède des armoiries dont l'origine et le blasonnement exact ne sont pas disponibles. |